# Ferrochiavennita
La ferrochiavennita és un mineral de la classe dels silicats que pertany al grup de les zeolites.

## Característiques
La ferrochiavennita és una zeolita de fórmula química Ca1-2Fe[(Si,Al,Be)₅Be₂O₁₃(OH)₂](H₂O)₂. Va ser aprovada com a espècie vàlida per l'Associació Mineralògica Internacional l'any 2012, sent publicada per primera vegada el 2013. Cristal·litza en el sistema monoclínic. La seva duresa a l'escala de Mohs és 3.
Les mostres que van servir per a determinar l'espècie, el que es coneix com a material tipus, es troben conservades a les col·leccions mineralògiques del Museu Canadenc de la Natura, al Quebec (Canadà), amb el número de catàleg: cnmmc 86554, i al Museu d'història natural d'Oslo (Noruega), amb els números d'espècimens: 43434 i 43435.

## Formació i jaciments
Va ser descrita gràcies a les mostres trobades en dos indrets del comtat noruec de Vestfold og Telemark: la pedrera de granit A/S, situada a Tvedalen (Larvik), i al tall de la carretera E18 al seu pas per Blåfjell, a Langangen (Porsgrunn). Aquests dos indrets són els únics de tot el planeta on ha estat descrita aquesta espècie mineral.